# Witchy Pretty Cure!!: Mirai Days
Witchy Pretty Cure!! ~MIRAI DAYS~ (魔法つかいプリキュア！！～MIRAI DAYS～?, Mahō tsukai Purikyua!! ~MIRAI DAYS~, Mahō tsukai Precure!! ~MIRAI DAYS~, lett. "Maghe Pretty Cure!! ~MIRAI DAYS~") è una serie anime creata da Izumi Tōdō e prodotta dalla Toei Animation e Studio Deen, in concomitanza con il 20º anniversario del franchise Pretty Cure a cui fa riferimento. Trasmessa in Giappone su TV Asahi dall'11 gennaio 2025, è stata diffusa in simulcast sottotitolata in italiano da Prime Video.
La serie è un sequel con le protagoniste, divenute adulte, della tredicesima serie del franchise Witchy Pretty Cure!.

## Trama
Sono passati anni da quando Mirai Asahina, una normale studentessa delle medie, si trasformava in una Pretty Cure assieme all'amica Liko, proveniente dal regno della magia, per combattere la magia oscura. Dopo aver posto fine alla minaccia nemica, Mirai con l'orsetto di pezza Mofurun, Liko e la fatina Ha hanno iniziato a crescere vivendo le proprie vite nei loro rispettivi luoghi d'origine.
Dopo alcuni mesi dalla loro prima riunione dopo tanto tempo, però, Mirai e Liko dovranno fare i conti con il presagio di un nuovo disastro imminente in entrambi i loro due mondi, affrontando il loro passato e il loro futuro contro un nuovo e misterioso nemico che minaccia lo scorrere naturale del tempo. Le due torneranno a trasformarsi in Pretty Cure e a seguire la crescita di una misteriosa bambina di nome Hisui.

## Personaggi
Oltre ai personaggi di Witchy Pretty Cure!, divenuti adulti, si aggiungono nuovi personaggi.

### Personaggi principali
Mirai Asahina (朝日奈 みらい?, Asahina Mirai) / Cure Miracle (キュアミラクル?, Kyua Mirakuru)
Doppiata da: Rie Takahashi (ed. giapponese)
Curiosa e appassionata senza freni di cose strane e misteriose, nella serie ha 20 anni e frequenta l'università nel regno della non magia. Ama aiutare le sue amiche in difficoltà tramite delle formule di magia e per questo viene chiamata con l'appellativo di "Ragazza magica" (「魔法ガール」?, "Mahō gāru").
Nella serie originale si trasforma in Cure Miracle in coppia con Liko e da adulta ne riottiene il potere tramite la Linkru Stone Pink Diamond.
Liko Izayoi (十六夜 リコ?, Izayoi Riko) / Cure Magical (キュアマジカル?, Kyua Majikaru)
Doppiata da: Yui Horie (ed. giapponese)
Testarda e poco onesta, ma gentile e amichevole, lavora sempre sodo per raggiungere i suoi obiettivi. Nella serie ha 19 anni e, nonostante da giovane non fosse molto brava nell'applicare le arti magiche, è diventata una maga grandiosa e attualmente insegna presso la scuola di magia del regno della magia, dove vive.
Nella serie originale si trasforma in Cure Magical in coppia con Mirai e da adulta ne riottiene il potere tramite la Linkru Stone Pink Diamond.
Haa (はーちゃん?, Hā-chan) / Kotoha Hanami (花海 ことは?, Hanami Kotoha) / Cure Felice (キュアフェリーチェ?, Kyua Feriche)
Doppiata da: Saori Hayami (ed. giapponese)
È una fatina nata dal Linkru Smart Hon che è stata cresciuta da Mirai e Liko quando erano piccole. Dopo aver ottenuto i poteri della dea della vita, Madre RaPaPa, ha cominciato a guardare e a proteggere dall'alto le sue amiche.
Nella serie originale si trasforma in Cure Felice.

### Nemici
Airu (アイル?, Airu)
Doppiato da: Toshiyuki Toyonaga (ed. giapponese)
È un uomo misterioso che si presenta a Mirai e Liko.

### Personaggi secondari
Mofurun (モフルン?, Mofurun)
Doppiata da: Ayaka Saitō (ed. giapponese)
È un orsetto di peluche dato a Mirai da sua nonna. Prende vita quando Mirai e Liko diventano Pretty Cure. Spalleggia Mirai nelle sue attività di aiuto verso le amiche. Finisce le frasi con l'intercalare "~mofu" (「～モフ」?, "~mofu").
Hisui (ひすい?, Hisui)
Doppiata da: Saori Hayami (ed. giapponese)
È una bambina misteriosa dai capelli color verde giada che Mirai e Liko incontrano improvvisamente.

## Episodi
Questa lista è suscettibile di variazioni e potrebbe essere incompleta o non aggiornata.

| Nº | Titolo italiano (traduzione letterale) Giapponese 「Kanji」 - Rōmaji                               | In onda          | In onda |
| Nº | Titolo italiano (traduzione letterale) Giapponese 「Kanji」 - Rōmaji                               | Giapponese       |         |
| 1  | Una riunione miracolosa e magica! 「再会はミラクルでマジカル！」 - Saikai wa mirakuru de majikaru! | 11 gennaio 2025  |         |
| 2  | Ritorno nel Reame Magico 「久しぶりの魔法界」 - Hisashiburi no Mahō Kai                            | 18 gennaio 2025  |         |
| 3  | La magia del tempo 「刻の魔法」 - Toki no mahō                                                     | 25 gennaio 2025  |         |
| 4  | Il segreto di Hisui 「ひすいの秘密」 - Hisui no himitsu                                            | 1 febbraio 2025  |         |
| 5  | Gli anni che passano 「流れ行く歳月」 - Nagare yuku saigetsu                                       | 8 febbraio 2025  |         |
| 6  | Il vero obiettivo 「真の目的」 - Shin no mokuteki                                                  | 15 febbraio 2025 |         |
| 7  | Colui che governa il tempo 「刻をつかさどるもの」 - Toki wo tsukasadoru mono                       | 22 febbraio 2025 |         |
| 8  | Kotoha e Hisui 「ことはとひすい」 - Kotoha to Hisui                                                | 1 marzo 2025     |         |
| 9  | A ognuno il suo mondo 「それぞれの世界」 - Sorezore no sekai                                       | 8 marzo 2025     |         |
| 10 | Istante per istante 「刻を追って」 - Toki wo otte                                                  | 15 marzo 2025    |         |
| 11 | La decisione di Mirai 「みらいの決断」 - Mirai no ketsudan                                         | 22 marzo 2025    |         |
| 12 | Un futuro verso cui proseguire 「進むべき未来」 - Susumubeki mirai                                 | 29 marzo 2025    |         |

### Sigle
La sigla originale di apertura è composta da Aiko Okumura con i testi di Yukinojō Mori, mentre quella di chiusura da Hiroshi Takaki con il testo di Mutsumi Sumiyo.
Sigla di apertura
- Dokkin♢ Mahō tsukai Precure!! Part 3 ~MIRAI DAYS~ (Ｄｏｋｋｉｎ♢魔法つかいプリキュア！！ Ｐａｒｔ３〜ＭＩＲＡＩＤＡＹＳ〜?), cantata da Rie Kitagawa

Sigla di chiusura
- Kisekira Link (キセキラリンク?), cantata da Cure Miracle (Rie Takahashi), Cure Magical (Yui Horie) e Cure Felice (Saori Hayami)